# فتوح
في الأدب الإسلامي التقليدي، كانت الفتوح هي الفتوحات العربية الإسلامية الأولى لمصر وسوريا وبلاد ما بين النهرين، وهلم جر، مما سهل انتشار الإسلام والحضارة الإسلامية.

## الأصل والتسمية
كما هو واضح من المعنى الحرفي للكلمة، فإن الفتوح عبارة عن تحيز قوي لصالح الفتوحات التي تشير إليها، مما يعني صلاحيتها العامة وشرعيتها. يصف المؤرخ برنارد لويس معنى الفتوح داخل الفكر الإسلامي الكلاسيكي: «لم يُنظر إلى هذه على أنها غزوات بالمعنى المبتكر للاستحواذات الإقليمية، ولكن كإطاحة بالأنظمة الخبيثة والتسلسلات الهرمية غير الشرعية، و"فتح" شعوبها أمام الوحي والتوزيع الجديد. . . وبالتالي فإن استخدام الجذرفتح لا يختلف عن استخدام الفعل "حرر" في القرن العشرين ، ويتم استبداله فعليًا في بعض الأحيان بالفعل الأخير "حرر" في الكتابة العربية الحديثة عن التاريخ الإسلامي المبكر. غالبًا الفعل العربي، "غزا"، مع دلالاته الساحقة عن طريق القوة المتفوقة، يستخدم أحيانًا في الروايات المبكرة عن الفتوحات الإسلامية، ولكن فقط في سياق العمليات العسكرية الفعلية... من الواضح أن هذا الاستخدام هو مفهوم الشرعية الأساسية للتقدم الإسلامي وما تلا ذلك من عدم شرعية تراجع المسلمين من قبل الاحتلال الكافر... إن تقدم لقوة الإسلامية هو بالتالي فتح أو تحرير، لإعطاء مجال حر لهذه النزعة الإلهية المنزرعة.»

## أدب الفتوح
إن العديد من التواريخ من الفترة التقليدية للحضارة الإسلامية التي تتعامل مع الفتوحات المبكرة لها عنوان الفتوح وتعتبر بمثابة نوع أدبي خاص بها، يطلق عليه تقارير مستقبلية. مثل العديد من التواريخ الأخرى من الفترة المبكرة، تحتوي تقارير الفتوح على مزيج من الأنواع والمواد، مع طبيعة واضحة: إدارية أو دينية أو فلسفية أو افتتاحية. على سبيل المثال: السمة المشتركة لهذا النوع هي سرد الانطباع الأول للسفير المعارض للجيش العربي الذي يلاحظ فيه بشكل إيجابي الفضائل البدائية لهؤلاء المحاربين المسلمين الأوائل، وبالتالي ينتقد ضمنيًا الترف والإفراط في الحاكم بعصر المؤلف.
فيما يلي قائمة جزئية بهذه التواريخ:
- فتوح مصر لابن عبد الحكم
- فتوح الشام للأزدي
- فتوح العراق للواقدي
- فتوح الحبشة للمخرج سحاب الدين أدماد بن عبد القادر
- فتوح البلدان لأبي العباس أحمد بن جاب البلادوري

## التأثير
وكان أثر غزوات الفتوح هائلًا ليس أقلها على الغزاة أنفسهم، الذين أدرجوا العديد من الميزات من الثقافات المتقدمة التي استوعبوها في ما أصبح في نهاية المطاف الحضارة الإسلامية التقليدية.
انتشر بين الشعوب المفتوحة: الأسلمة والتعريب. حدثت الأسلمة عندما أصبح الإسلام إطارا دينيا-سياسيا مهذبا للمجتمع. وقد حدث التعريب بسبب تكيف السكان، على نطاق واسع، على العادات العربية واللغة العربية. على الرغم من حدوث التطورين في كثير من الأحيان بالترادف، فإن تعبير عن أحدهما لا يعني بالضرورة التعبير عن الآخر. كثير من المسيحيين الشرق أوسطيين، على سبيل المثال، تعربوا ولكنهم لما يسلموا، بينما كان الفرس مسلمين لكن لما يتعربوا.
من بين الاثنين، كان للأسلمة أكبر الأثر على الهوية الاجتماعية والثقافية. في جميع الحالات، أدت الأسلمة إلى رفض الناس رفضًا شبه تام لماضيهم الوثني، ما قبل الإسلام، حيث أن إنجازات أجدادهم وتراثهم إما نسوا أو شُوهوا. عندما بدأ المستشرقون الأوروبيون في القرن التاسع عشر في استعادة هذا الماضي، تم تجاهل نتائجهم في البداية من قبل السكان المسلمين في الشرق الأدنى:
«لقد كان اكتشاف الماضي القديم إبداعا وإنجازا ليسا شرق أوسطيين، ولم يكن له تأثير لفترة طويلة على شعوب الشرق الأوسط الإسلامي، الذين ظلوا غير مهتمين بماضيهم الوثني، بالنسبة لهم، بدأ التاريخ الهام مع ظهور الإسلام. كان ذلك هو تاريخهم الحقيقي وتاريخهم المهم، ما حدث من قبل كان عصر الجاهلية، بلا قيمة وبدون درس للتعلم.»
الهويات المتعددة للشرق الأوسط، ص. 68.
على الرغم من أن هذا الاغتراب يمكن تفسيره جزئياً بالإمبريالية الثقافية العربية الضمنية في الأسلمة (كما هو موضح في تبني الخط العربي، على سبيل المثال)، هناك مبرر لاهوتي مباشر أكثر لهذا؛ هو المفهوم الإسلامي للجاهلية، أو دولة الجهل والهمجية التي من المفترض أنها سادت، في ما قبل الإسلام، المنطقةَ العربية. طبقتها، بالفعل، الشعوب الإسلامية الأولى على ماضيها الوثني، مما دفعهم إلى النظر إلى هذه الحقبات على أنها أوقات من القسوة المستفحلة والجهل والظلم التي لا يمكن استنباط، سوى القليل، من القيمة.
وهكذا، فإن إحدى مظاهر تصور المسلمين الذين تحولوا إلى تاريخهم هي تصوير النظام السياسي السابق للإسلام على أنه الاستغلال المستبد والطغيان، حيث أمر الحكام المجتمع وفقًا للنزعة الخبيثة بدلاً من التبعية المتواضعة لقانون الله:
«إلى أن أصبحت نتائج علم المصريات معروفة لهم، كل ما عرفه معظم المصريين عن فرعون كان ما تعلموه من القرآن، وصورة الفرعون في القرآن هي نفسها كما في العهد القديم. بالنسبة للمسلمين وكذلك بالنسبة للمسيحيين، واليهود، كان فرعون هو الطاغية الوثني النموذجي الذي كان الأبطال المقابلون له هم بني إسرائيل.»
الهويات المتعددة للشرق الأوسط ، ص. 77
وفي فارس الإسلامية، أصبح الملك الفارسي العظيم خسرو الثاني، كلمة قوية مرادفة لكلمة الوثنية المستبدة مثل «الفرعون» (على الرغم من المفارقات أن المدمر الوثني للإمبراطورية الأخمينية، الإسكندر الأكبر، قد احتُفي به بفضل بعض التفسيرات القرآنية القائلة أنه ذو القرنين.
مثل هذه الصور العدائية للنظام السياسي لما قبل الإسلام هي مكمِّل ضروري لفكرة الفتوح: من أجل اعتبار الفتوحات الإسلامية تحريرية، يجب أن تُصوَّر الأوامر الاجتماعية التي حلوت محلها بالسلب قدر الإمكان.
مع رفض النظام السياسي لما قبل الإسلام جاء رفض إرثه الثقافي أيضًا، والذي غالبًا ما يتم التعبير عنه من خلال التدمير الرمزي لبقاياها الأثرية كما حدث في عملية هدم بوذا في باميان. في مصر، على سبيل المثال، انفصل أنف أبو الهول في الجيزة عن طريق الصوفي، صائم الدهر، عندما رأى المزارعين المحليين يقدمون قرابينا لأبي الهول، وهذا أحد النظريات المتعددة؛ فالأغلب أن التمثال فقد أنفه قبل ذلك بدهر طويل، وفي إيران:
«... لقد نسي الماضي وطمس إلى حد كبير. في فارسبلس، العاصمة الفارسية القديمة، قام الغزاة المسلمون باختراق وجوه الميديين والفرس الموضحة في الأفاريز ، ورأوا فيها تعبيرًا عن الوثنية الخالصة.  التاريخ الحديث قبل الإسلام، فقط... كان معلومًا عمومًا، وبشكل سطحي، ومن المصادر العربية. لقد تم نسيان التاريخ القديم لإيران، وحتى اسم قورش، مؤسس الدولة الفارسية، كان غير معلوم.»
الهويات المتعددة للشرق الأوسط، ص. 71
أدى النشر الشعبي لاكتشافات المستشرقين إلى مراجعة هذه المواقف، وعلى الأقل تأكيد جزئي للهويات السابقة للإسلام. في مصر، أدت أعمال العلماء الأصليين مثل رفاعة رافع الطهطاوي إلى تجدد الاهتمام بالماضي الفرعوني وساعدت في ظهور حركات الهوية الوطنية المصرية مثل الفراعنة. على الرغم من سخرية العرب الآخرين في البداية على أنهم " تفرعن ويعني التحول إلى الفرعونية)، فإن الحركات المصرية كانت منافسة، مع الوقت، فيي مكان آخر:
«هذه الحركة في مصر عورضت أو أدينت أو احتُقِرت بلدان ناطقة بالعربية. كان ينظر إليها على أنها شيء مصطنع، كمحاولة يائسة لإنشاء مصر صغيرة ضمن الأخوة العربية أو الإسلامية الكبرى.  استنكرها العرب أنها انفصالية، ومن المتدينين على أنها وثنية جديدة، وكلتاهما مثيرة للانقسام. ومع ذلك، فإن مثال مصر كان له تأثير في أراضي الشرق الأوسط الأخرى.»
الهويات المتعددة للشرق الأوسط، ص 69-70

## المواقف المعاصرة
إن قبول تفسير الإسلام التقليدي لغزوات الفتوح من قبل الشعوب المسلمة/المتعربة، في الشرق الأدنى وما وراءه، يختلف.
لقد كانت الأقل إثارة للجدل بين الدول العربية في آسيا، حيث الهوية مع الفاتحين العرب الأصليين هي الأقوى. في التاريخ العربي الحديث، كان هناك اتجاه (جزئيًا بسبب تأثير القومية على النمط الغربي)، لتصوير الفتوحات المبكرة على أنها تحررات العرب (أو العرب الأوائل) من الهيمنة الإمبراطورية الساسانية/البيزنطية:
معظم العرب اليوم هم من نسل المتعربين من سكان ما قبل الفتح في كل من: سوريا والعراق ومصر، لكن أي إشارة إلى أن الثقافة الإسلامية هي تطور تعريبي لما كان سائدًا في تلك الأراضي التي سبقت الفتح يسيء إليهم بشدة.
لابيدوس، تاريخ كامبردج المصور للعالم الإسلامي ((ردمك 0-521-66993-6))، ص. 24

### شمال أفريقيا
في شمال إفريقيا، تطورت مؤخرًا إعادة تأكيد الهوية العرقية واللغوية بين البربر تسمى الأمازيغية.

### إيران
على الرغم من التراث السياسي والثقافي الغني قبل الإسلام، إلا أن محاولات إعادة تأكيد الهوية الوطنية في إيران واجهت مقاومة شديدة:
في عام 1971، عندما أقام شاه إيران البهلوي احتفالًا كبيرًا في بارسة للاحتفال بالذكرى السنوية الـ 2500 لتأسيس الملكية الفارسية من لدن قورش الكبير، تعرض لهجوم شديد لأسباب دينية إسلامية. كان تمجيد الملكية سيئًا بدرجة كافية، لكن الأسوأ من ذلك هو إعلان هوية مشتركة مع الماضي الزرادشتي، وما أعقب ذلك من إعادة تعريف لأساس الولاء. بالنسبة إلى نقاد الشاه الدينيين، تم تعريف هوية الإيرانيين من قبل الإسلام، وكان إخوانهم مسلمين في بلدان أخرى، وليس أسلافهم غير المؤمنين والضالين.
الهويات المتعددة للشرق الأوسط، ص. 75
مع الإطاحة بسلالة بهلوي في عام 1979، عادت المفاهيم التقليدية للهوية إلى إيران، كما يتضح من احتضان بلا تفسير للتفسير التقليدي للفتوح للتاريخ الفارسي في الدعاية للحرب الإيرانية العراقية:
العراقيون، من جانبهم، يسمون الإيرانيين الفرس ، وهو مصطلح مهين إلى حد ما في العصور الوسطى، مع الإشارة إلى أن الفرس كانوا ورثة الزرادشتيين الذين هُزموا في معركة القادسية عام 637 م. هذه المعركة، التي حطمت القوة العسكرية للأباطرة الإيرانيين وأدت إلى دمج جميع أراضيهم وشعوبهم في الإمبراطورية العربية الإسلامية، يدعيها، بكل فخر، كلا الطرفان. بالنسبة للعراقيين، كان انتصار العرب عى الفرس... بالنسبة لجنود الجمهورية الإسلامية، كان انتصار المسلمين على الوثنيين، وبداية مباركة لأسلمة شعوب إيران.
اللغة السياسية للإسلام ، ص. 121

### شبه القارة الهندية
يمكن ملاحظة قبول «تاريخ الخلاص» في باكستان قد تعبر في أشكال التعبير الحالية عن الاغتراب من الموروثات السياسية والثقافية لماضيها قبل الإسلام:
في سبتمبر 1979، في يوم الدفاع عن باكستان، كان هناك مقال طويل في صحيفة باكستان تايمز عن بن قاسم الثقفي. كان التقييم عسكريًا ومحايدًا ومنصفًا لجنود الجانبين. ووُجه توبيخ من رئيس اللجنة الوطنية للبحوث التاريخية والثقافية.
"استخدام العبارات المناسبة ضروري عند عرض صورة البطل. عبارات مثل "الغزاة" و "المدافعين" و "الجيش الهندي" تقاتل بشجاعة ولكن ليس بالسرعة الكافية "للسقوط على العدو المنسحب" تلوح في الأفق في المقال. "لو أن راجا داهر دافع عن السند ببطولة وأوقف قاسم من عبوره، لكان تاريخ شبه القارة الهندية مختلفًا تمامًا". يخفق المرء في فهم ما إذا كان الكاتب يشيد بانتصار البطل أم يأسف لهزيمة منافسه؟
بين المؤمنين ، ص. 141
تعد مدينة موهينجو-دارو التي نُقِّب فيها أحد الأمجاد الأثرية في باكستان والعالم. تتعرض الحفريات الآن للتلف بسبب التشبع بالمياه والملوحة، ووجهت نداءات من أجل المال إلى المنظمات العالمية. عرض خطاب مميز في صحيفة الفجر يعرض أفكاره الخاصة للموقع. قال الكاتب: إنه ينبغي أن تنقش آيات من القرآن وتوضع في موهينجو دارو في "الأماكن المناسبة": "قل لهم (يا محمد): قل سيروا في الأرض وانظروا كيف كان عاقبة المكذبين. . . قل (يا محمد، للكافرين): "قل سيروا في الأرض فانظروا كيف كان عاقبة الذين من قبل كان أكثرهم مشركين".
بين المؤمنين ، ص 141-142
إن التكيّف الثقافي المثير للإعجاب الموجود هنا بشكل أساسي، هو الادعاء الواسع للكون من سلائل الفاتحين العرب (أو المغول):
«الإسلام لا يظهر على وجهي. لدينا جميعًا تقريبًا، مسلمون من شبه القارة، اخترعوا أجدادنا العرب لأنفسنا. معظمنا سادة، أحفاد محمد من خلال ابنته فاطمة وابن عمه وصهره علي... الكل لديه سلف جاء من الجزيرة العربية أو آسيا الوسطى».
ما وراء الإيمان ، ص. 307
«كان نواب باهاوالبور الأخير متعصبًا بشأن أصله الذي ادعى. في باهاوالبور وباكستان وشبه القارة كان من العرب من العباسيين وفاتحا، وهو رجل يسحب ثروته من البلاد، لكن ليس جزءًا منها. ارتدى طربوشا كي يوضح هذه النقطة.»
ما وراء الإيمان، ص. 331